# Březina u Tišnova
Březina u Tišnova (in tedesco Bschesina) è un comune della Repubblica Ceca facente parte del distretto di Brno-venkov, in Moravia Meridionale.